# Lost in America (chanson)
Singles de Alice Cooper
Feed My Frankenstein
(1992) It's Me
(1994)
Lost in America est une chanson d'Alice Cooper, parue en tant que premier single extrait de l'album The Last Temptation. Le single sort le 16 mai 1994 via Epic Records. Lost in America s'est classé à la 22e position au Royaume-Uni et à la 46e en Nouvelle-Zélande.
Le single contient quatre titres, dont trois enregistrés en live le 13 septembre 1991 à Studios Electric Lady à New York. La version australienne du single ne comporte pas la piste Hey Stoopid, qui est remplacée par le titre Poison, toujours enregistré en live.
Un clip-vidéo a été réalisé pour le single, montrant un jeune garçon (présumé Steven) lisant le comics Marvel adapté de l'album, écrit par Neil Gaiman. Le comics met en scène Alice Cooper et ses musiciens interprétant le titre avec plusieurs séquences se référant aux paroles de la chanson.

## Liste des titres
| No | Titre                        | Auteurs-compositeurs                            | Durée |
| -- | ---------------------------- | ----------------------------------------------- | ----- |
| 1. | Lost in America              | Alice Cooper, Dan Wexler, Bud Saylor            | 3:53  |
| 2. | Hey Stoopid (live)           | Alice Cooper, Vic Pepe, Jack Ponti, Bob Pfeifer | 4:16  |
| 3. | Billion Dollar Babies (live) | Alice Cooper, Michael Bruce, Rockin' Reggie     | 2:47  |
| 4. | No More Mr. Nice Guy (live)  | Alice Cooper, Michael Bruce                     | 2:18  |

## Musiciens
Lost in America
- Alice Cooper - chants
- Stef Burns - guitare
- Greg Smith - basse
- Derek Sherinian - clavier
- David Uosikkinen - batterie
- Dan Wexler - guitare

Titres enregistrés en live
- Eric Singer - batterie (pistes 2,3 et 4)
- Pete Freezin' - guitare (pistes 2,3 et 4)